# Stade Cicero
Ne doit pas être confondu avec Stade Cícero-Pompeu-de-Toledo.
Le stade Cicero, également connu sous le nom de stade Denden, est un stade omnisports érythréen (servant principalement pour le football) situé à Asmara, la capitale du pays.
Le stade, doté d'une capacité de 6 000 places et inauguré en 1939, sert de domicile pour l'équipe d'Érythrée de football, ainsi que pour les équipes de football du Red Sea FC, de l'Adulis Club, du Hintsa FC et du FC Edaga Hamus.
Il porte le nom de Francesco Cicero, homme d'affaires italien durant l'occupation du pays par l'Italie fasciste.

## Histoire
Les travaux du stade débutent en 1938 pour s'achever un an plus tard.
Quelques années plus tard, le stade est utilisé par le club du GS Asmara.
Le stade accueille six matchs lors de la Coupe d'Afrique des nations 1968 en Éthiopie (lorsque l'Érythrée appartenait encore à cette dernière).
Il est doté d'une pelouse synthétique depuis 2005.

## Événements
- 1968 : Coupe d'Afrique des nations de football (6 matchs)